# François Bedeau

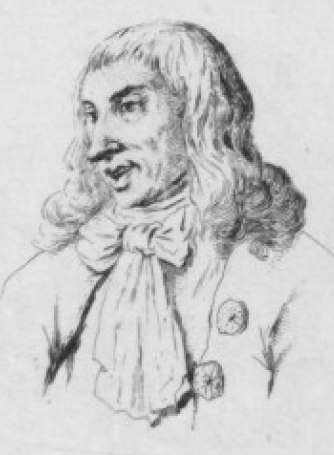
François Bedeau

François Bedeau (± 1603 - 1663) bijgenaamd L'Espy, was een Franse acteur. Gedurende de laatste paar jaar van zijn leven maakte hij deel uit van het gezelschap van Molière.

## Biografie
Bedeau was de oudere broer van Jodelet, die ook deel van Molières gezelschap uitmaakte. Hij speelde eerst in het Hôtel de Bourgogne en vervolgens in het Théâtre du Marais. Op 13 april 1650 trad hij toe tot het gezelschap van Molière. Vermoedelijk vanwege zijn respectabele leeftijd - Bedeau was 20 jaar ouder dan Molière - kreeg Bedeau in Molières stukken hoofdzakelijk de rol van redeneerder toegewezen.
Op 12 maart 1663 trok Bedeau zich in de buurt van Angers terug in een afgelegen plaatsje dat Vigray heette. Na zijn dood werd hij op 17 september 1663 in de kerk van Cuillé begraven. Uit de gemeentearchieven van Le Pertre valt af te leiden dat Bedeau kort voor zijn dood het protestantisme heeft afgezworen.

## Belangrijke rollen
- Gorgibus, burger in Les Précieuses ridicules op 18 november 1659 ;
- Gorgibus, burger van Parijs in Sganarelle op 28 mei 1660 ;
- Ariste in L'École des maris op 24 juni 1661 ;
- Damis, leraar van Orphise, in Les Fâcheux op 17 augustus 1661 ;
- Chrysalde, vriend van Arnolphe, in L'École des femmes op 26 december 1662 ;